# Marktplatz (Neubrandenburg)

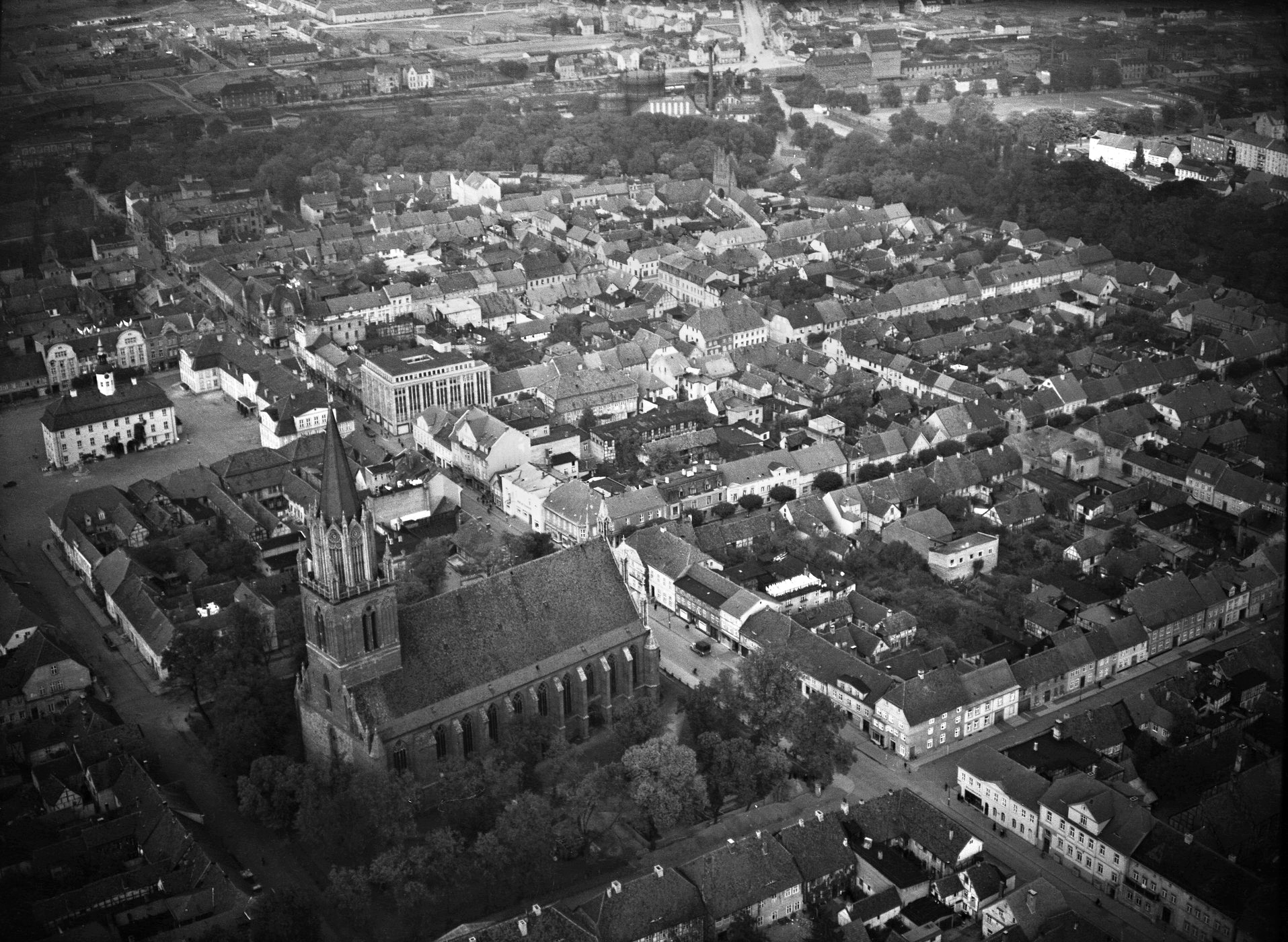
Luftbild der unzerstörten, dicht bebauten Altstadt von Neubrandenburg (Blick von Südwesten) mit Markt und Rathaus links, um 1943

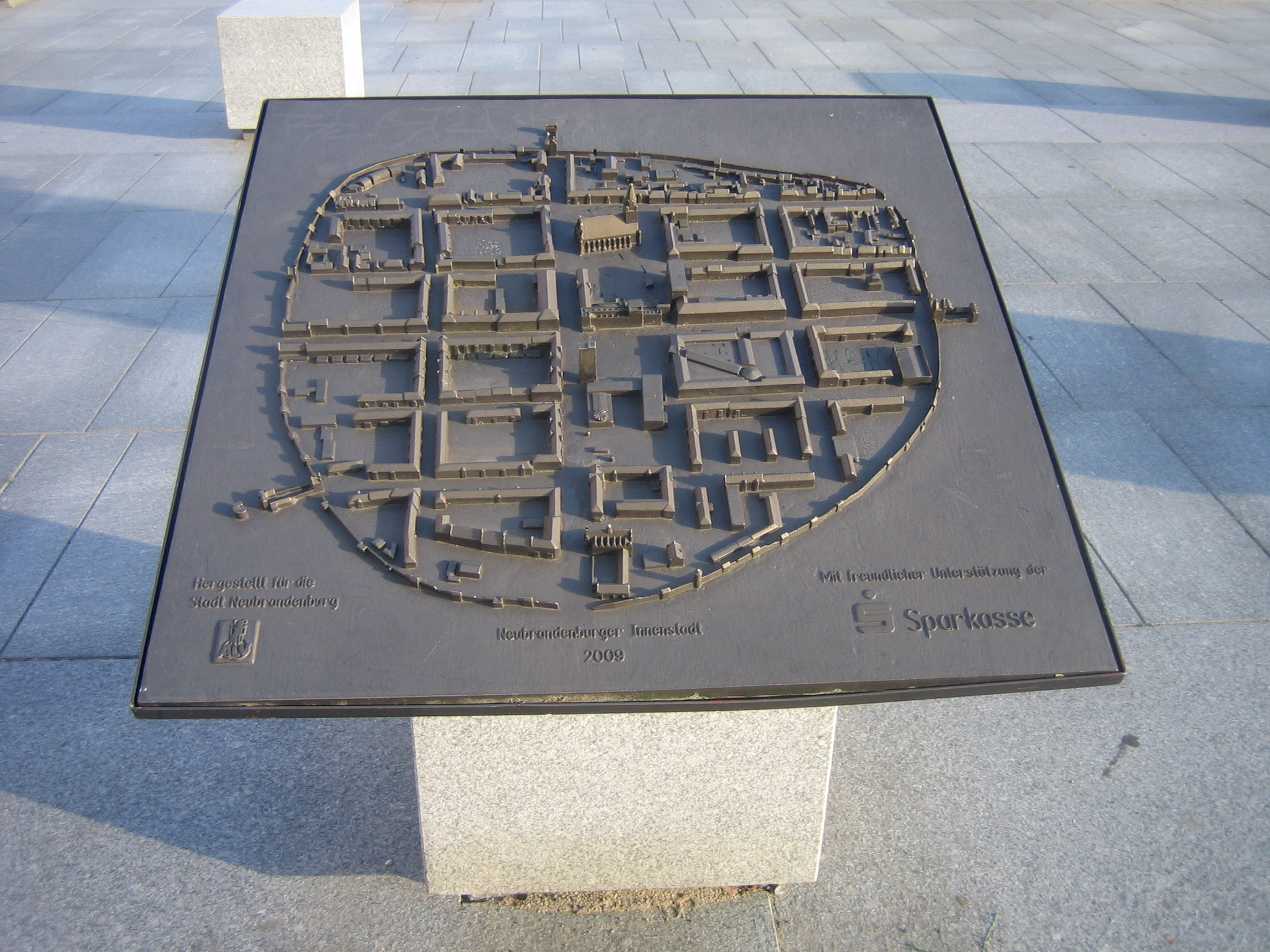
Modell der gegenwärtigen Bebauung der Neubrandenburger Innenstadt von 2009

Der Marktplatz ist der Hauptplatz in der Altstadt von Neubrandenburg in Mecklenburg-Vorpommern, Deutschland. Von 1963 bis 1991 trug der zentrale Platz den Namen Karl-Marx-Platz.

## Geschichte bis 1945
Der Markt wurde bereits vor der mittelalterlichen Stadtgründung am 4. Januar 1248 genutzt, später (wohl erstmals in der ersten Hälfte des 14. Jahrhunderts) errichtete man hier ein zentrales Kaufhaus („Schohus“ der Schuhmacher), das später womöglich zum Rathaus wurde. Nach mehreren zerstörten Rathausbauten wurde unter der Leitung von Hofbaumeister Julius Löwe 1737 schließlich das fünfte und letzte Rathaus am Markt errichtet, das bis 1945/1950 dort stand. Es hatte ein für Neubrandenburg typisches Mansarddach und einen barocken Dachreiter.

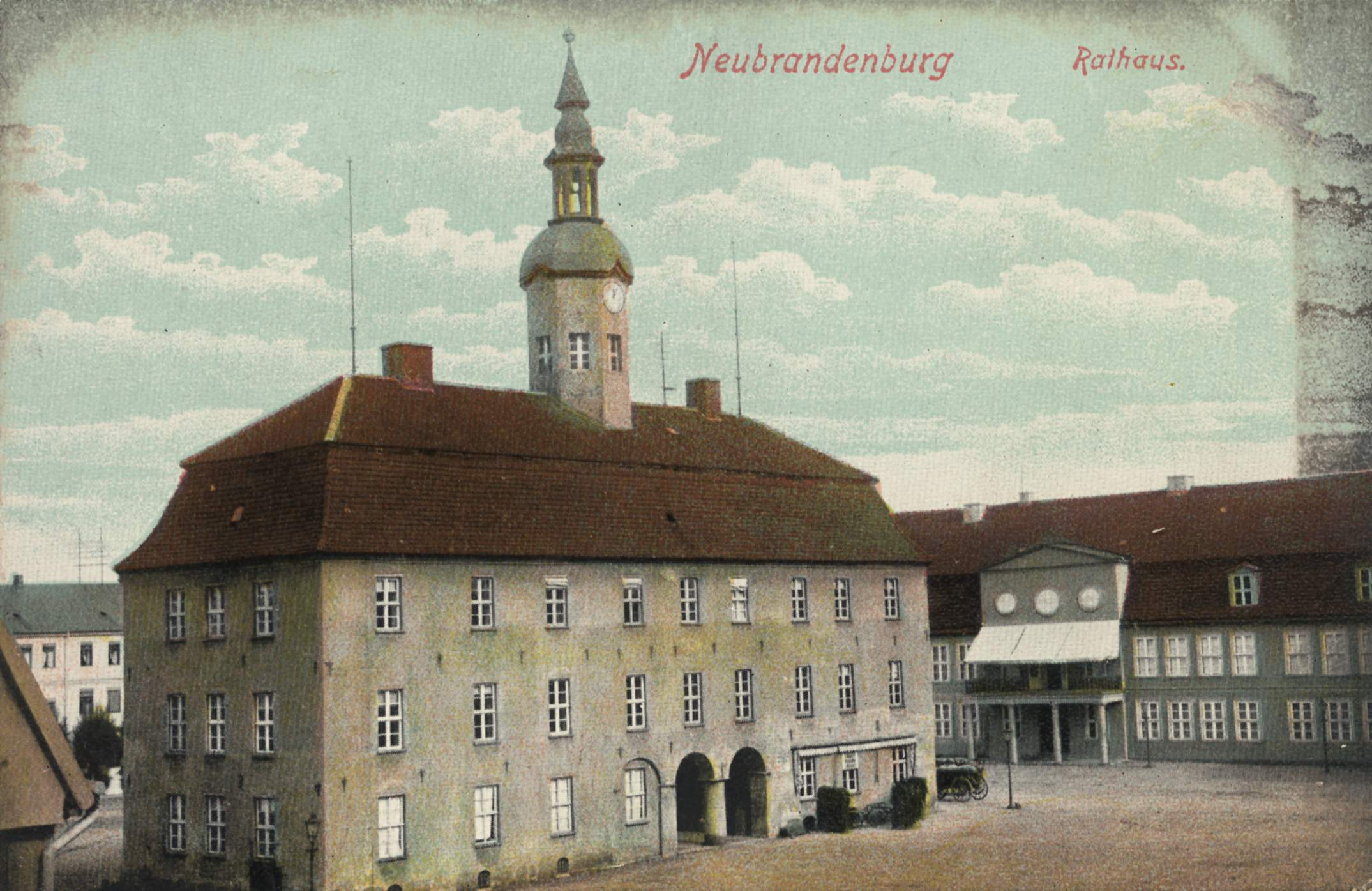
Marktplatz von Südwesten mit altem Rathaus, dahinter das Palais, um 1900

Im Jahr 1775 begann der Bau des (groß-)herzoglichen Palais Neubrandenburg (Stadtschloss). Entgegen damaliger Gewohnheit ließ Herzog Adolf Friedrich IV. seine neue Sommerresidenz an einem der belebtesten Plätze seines Herrschaftsgebietes erbauen. Das Stadtschloss entstand in mehreren Bauphasen direkt auf dem Neubrandenburger Marktplatz und begrenzte zuletzt dessen Ostseite vollständig. Um genügend Platz für das Bauvorhaben zu schaffen, schenkte der Neubrandenburger Magistrat dem Herzog die Grundstücke der Stadtwaage und des Spritzenhauses. Nach der Fertigstellung des Gebäudes zeigte sich, dass die Räumlichkeiten zu wenig Platz für die Hofhaltung boten. Aus diesem Grund wurden für eine Erweiterung 1785 die benachbarten Gebäude der Alten Ratsapotheke und das so genannte Rathkensche Haus angekauft. Um 1820 wurde das Palais nach den Entwürfen des Hofbaumeisters und Bildhauers Christian Philipp Wolff im klassizistischen Stil umgebaut. Das Palais wurde von außen verputzt und bekam ein Mansarddach. An der repräsentativen Westseite des Gebäudes befand sich der architektonisch geschmückte Mittelrisalit mit dem Haupteingang. Oberhalb des Portals hatte Christian Philipp Wolff einen Balkon erbaut, der auf vier römisch-dorischen Säulen ruhte. Der erhöhte Vorbau diente dem Landesherren und seiner Regierung als öffentliche Plattform. Die Räume des Palais waren ebenfalls im klassizistischen Stil gestaltet. Eine besondere Erwähnung verdienen in diesem Zusammenhang die reich dekorierten vier Säle, das fürstliche Arbeitszimmer und die Kapelle. Nach dem Ende der Monarchie in Mecklenburg-Strelitz ging das Palais 1919 in städtischen Besitz über, und in dem nun öffentlichen Gebäude wurden Büroräume der Stadtverwaltung eingerichtet. 1920 stellte der Magistrat der Stadt Neubrandenburg den Südflügel für die Unterbringung der 1890 begründeten „Städtischen Kunstsammlung“ zur Verfügung. Die Sammlung umfasste mehr als 700 Gemälde und über 3000 Grafiken (darunter kostbare Werke von Blechen, Dürer, van Dyck, Murillo, Piranesi und Rembrandt), wertvolles Meißner Porzellan, Skulpturen und Plastiken, kunsthandwerkliche Erzeugnisse sowie eine Kunstbibliothek und Antiquitäten. In zwei Räumen des gleichen Flügels erhielt vier Jahre später die von Karl Theodor Gaedertz (1855–1912) gestiftete „Reuter-Sammlung“ mit zahlreichen Briefen, Gedichten, Reden, Aufsätzen, Pressebeiträgen, Fotos und Devotionalien des niederdeutschen Dichters Fritz Reuter ihr neues Domizil. Während der letzten Kriegstage 1945 brannte das Palais bis auf die Grundmauern nieder. Angeblich soll die Kunstsammlung kurz zuvor ausgelagert und in Richtung Schwerin abtransportiert worden sein und ist seitdem bis heute verschollen.

## Geschichte ab 1945
Kurz vor Ende des Zweiten Weltkriegs wurde die überwiegend aus dem 18. und 19. Jahrhundert stammende Bausubstanz des Marktes aufgrund einer systematischen Brandlegung durch die Rote Armee nahezu vollständig zerstört. Dem Großbrand am 29./30. April 1945 fielen sämtliche öffentliche Gebäude der Altstadt und der überwiegende Teil der bürgerlichen Wohn- und Geschäftshäuser innerhalb der Stadtmauer zum Opfer, darunter auch das Palais, das alte Rathaus auf dem Marktplatz und sämtliche den Markt begrenzenden Wohn- und Geschäftshäuser. Ausgebrannte Geschäftshäuser, wie etwa das „Hotel zur Goldenen Kugel“ und das „Café Zandering“, die nach einem Brand im frühen 20. Jahrhundert entstanden waren, wurden abgerissen; der nutzbar gebliebene große Saal des einstigen „Hotel zur Goldenen Kugel“ diente übergangsweise als Kaufhaus. In den 1950er Jahren wurde auch der Rest der Bebauung rund um den Markt beseitigt und 1951 mit einem Wiederaufbau in klassischen Formen mit einem Giebelhaus an der Ostseite des Platzes begonnen (einstige Palaisstraße, heute Stargarder Straße). Dieser Bau folgte den „16 Grundsätzen des Städtebaus“ in einem das „nationale Kulturerbe fortführenden Baustil“, der kulturhistorisch auch als Sozialistischer Klassizismus bezeichnet wird. Ursprünglich war ein Wiederaufbau des gesamten Platzes in diesem Stil geplant, einschließlich Rekonstruktion des alten Rathauses. In den späten 1950er und frühen 1960er Jahren entschied man sich entgegen der Ursprungsplanungen zum Bruch mit der bis dahin ausgeführten traditionellen Ziegelbauweise und den regional eingepassten Architekturformen und plante den Rest des Marktplatzes stattdessen im internationalen Stil.
Von 1963 bis 1965 wurde auf der Nordseite des Platzes das Haus der Kultur und Bildung (HKB) errichtet. Mit ihm entstand ein 56 Meter hohes Hochhaus („HKB-Turm“ oder „Kulturfinger“ genannt), das damit nach dem 90 Meter hohen Turm der gotischen Marienkirche Neubrandenburgs höchstes Bauwerk ist. Die Anordnung des Neubaus richtete sich nicht nach der historischen Bauflucht und ragt weit in den Markt hinein. Der gesamte, heute unter Denkmalschutz stehende Komplex wurde bis 2014 für rund 44 Millionen Euro umfassend mit öffentlichen Mitteln saniert, weist aber auch im Jahr 2017 noch keinen profitablen Vermietungsstand auf. Der Flachbau beherbergt seitdem die Regionalbibliothek, ein Konferenzzentrum, das Stadtarchiv, ein Restaurant und ein Modegeschäft. Im Turm befinden sich gewerbliche Mieter, ein Café und eine kostenfreie Aussichtsplattform. Das Haus wird von der Neubrandenburger Wohnungsgesellschaft Neuwoges verwaltet.

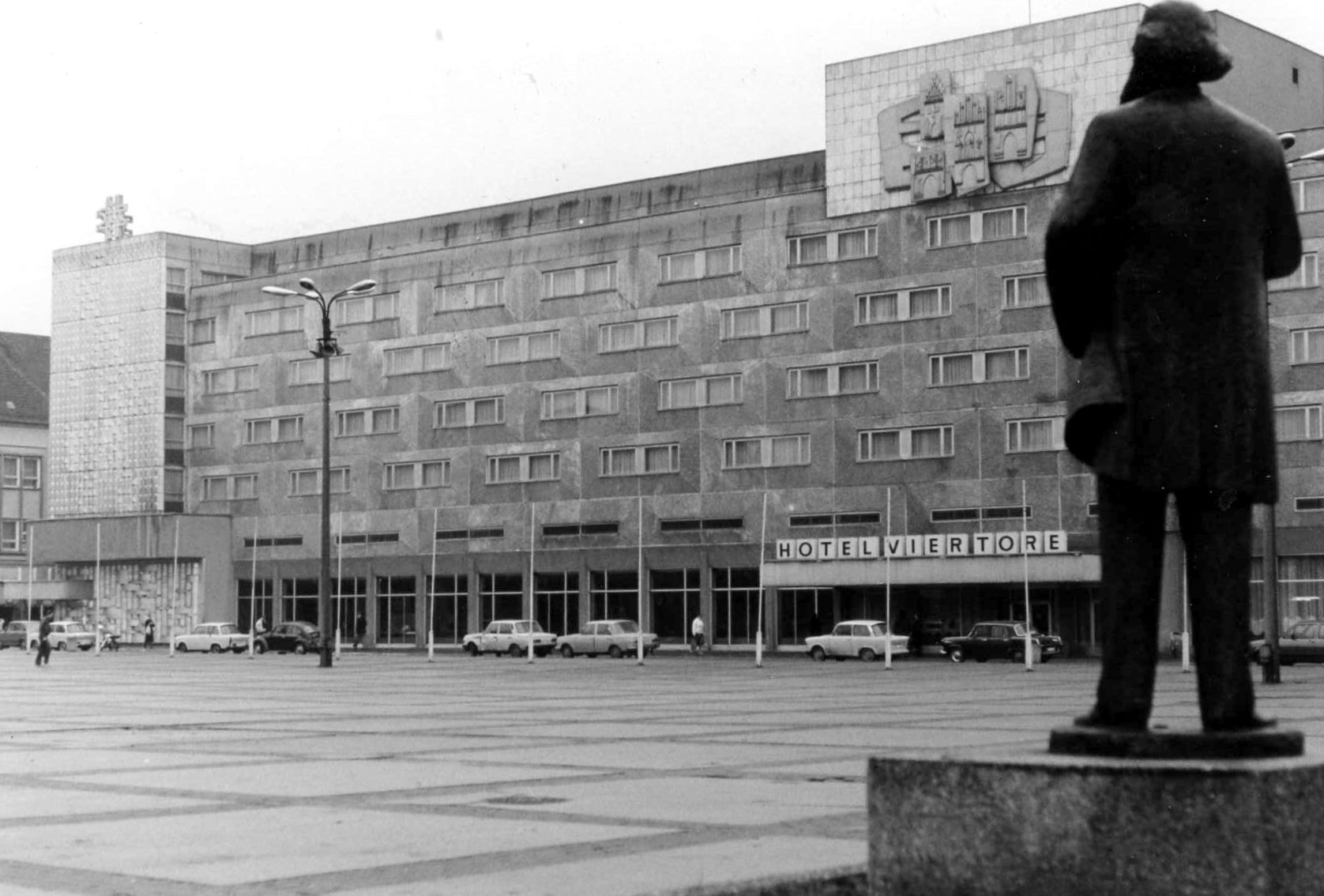
Das Hotel Vier Tore mit seitlicher Rückansicht des Karl-Marx-Denkmals (1990)

Mit dem Baubeginn des HKB wurde der zentrale Platz der Bezirksstadt am 1. Mai 1963 in Karl-Marx-Platz umbenannt und behielt diesen Namen bis zum 3. Oktober 1991. 1969 wurde auf dem Karl-Marx-Platz ein Karl-Marx-Denkmal des Bildhauers Gerhard Thieme aufgestellt. 1995 zunächst versetzt, 2001 abgebaut und eingelagert, lieferte das Denkmal und seine künftige Verwendung über mehrere Jahre Anlass für heftige öffentliche Diskussionen. Im November 2018 fand das Karl-Marx-Denkmal etwas dezentral am „Schwanenteich“, dem Rest eines einstigen Mühlenteichs im Bereich des südlichen Friedrich-Engels-Ring einen neuen Standort.
An der Westseite des Marktplatzes wurde am 16. September 1998 das Marktplatz-Center der ECE mit Tiefgarage eröffnet. Der Bau nimmt das gesamte Quartier zwischen Marktplatz, Krämerstraße, Dümperstraße und Treptower Straße ein. Auf 12.500 m² befinden sich 70 Geschäfte.
Der Marktplatz wurde bis 2009 umgestaltet und mit einer Springbrunnenanlage sowie einem neuen Beleuchtungskonzept ausgestattet. Im Zuge dieser Arbeiten erhielt die Innenstadt auch eine zusätzliche Tiefgarage unter dem Marktplatz. Während der Bauarbeiten wurden nach archäologischen Untersuchungen alle Überreste des Palais und mittelalterlicher Vorgängerbauten des Rathauses am Markt abgeräumt. Lediglich die Fundamente des alten Rathauses verblieben im Boden.

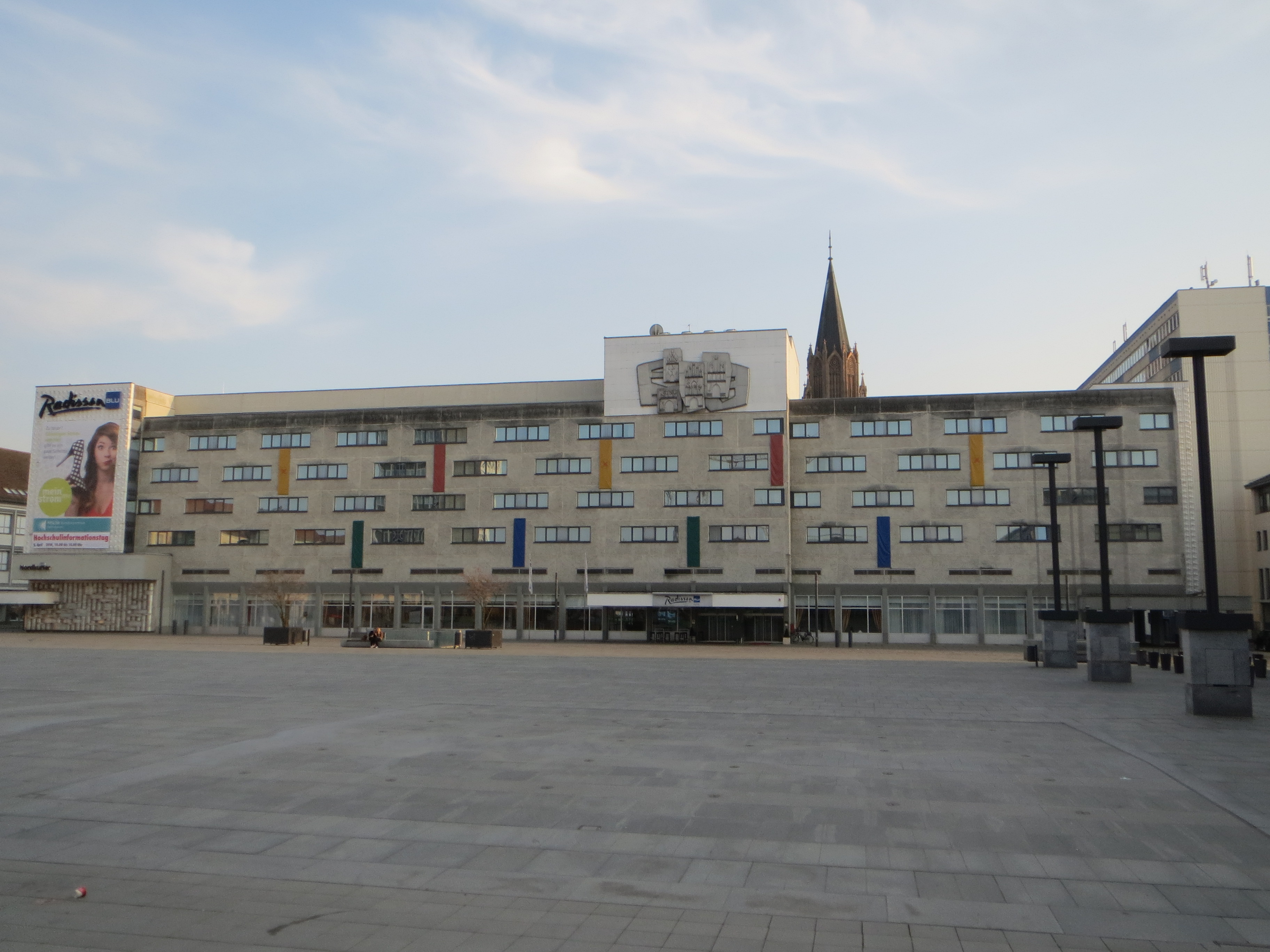
Der Marktflügel des ehemaligen „Hotels Vier Tore“, 2016 abgerissen (Foto: April 2014)

Bis zu seinem Abriss 2016 stand an der Südseite des Marktes das in der DDR-Zeit errichtete Anbau ans „Hotel Vier Tore“ (zuletzt von Radisson Blu betrieben). Der Marktplatzflügel des Hotels wurde am 1. Dezember 1972 in der damaligen Bezirksstadt eingeweiht und war ein Erweiterungsbau des Hotels „Vier Tore“, welches in den 1950er Jahren an der Stargarder Straße errichtet worden war. Der Bau verfügte über 390 Betten und hatte Platz für 730 Gäste. Der Neubau wurde von ungarischen Ingenieuren projektiert. Am 25. September 2017 wurde durch die „Achim Griese Treuhandgesellschaft“ auf diesem Bauplatz der Grundstein für das in der Bevölkerung und Stadtpolitik stark umstrittene Einkaufszentrum „Marien-Carré“ mit 8.000 m² Verkaufsfläche gelegt. In einem zweiten Bauabschnitt soll bis Ende 2019 unmittelbar neben der Marienkirche ein Parkhaus gebaut werden, wogegen sich in der Bürgerschaft Protest formierte.

## Nutzung
Die Bebauung am Markt dient vornehmlich dem Einzelhandel, der Gastronomie sowie einigen kulturellen Nutzungen. Die Fläche des Marktplatzes wird in den 2010er Jahren ein- bis zweimal wöchentlich für Markttage genutzt, daneben einmal jährlich für Festveranstaltungen wie das Stadtfest (Vier-Tore-Fest), das Demokratiefest am 1. Mai und während der Weihnachtszeit als Standort für eine Eislaufhalle.